# Nereis tiedmanni
Nereis tiedmanni är en ringmaskart som beskrevs av Delle Chiaje 1841. Nereis tiedmanni ingår i släktet Nereis och familjen Nereididae. Inga underarter finns listade i Catalogue of Life.